# 리향옥
리향옥(李香玉, 1977년 12월 18일~)은 조선민주주의인민공화국의 전직 여자 축구 선수 및 현직 축구 심판으로 선수 시절 포지션은 미드필더였다.
1999년 FIFA 여자 월드컵과 2003년 FIFA 여자 월드컵에 참가했으며 1998년 방콕 아시안 게임 여자 축구에서는 은메달을, 2002년 부산 아시안 게임 여자 축구에서는 금메달을 획득했다. 또한 선수 시절에는 조선민주주의인민공화국 정부로부터 공훈체육인 칭호를 받았다. 2007년에는 국제 축구 연맹(FIFA) 소속 국제 축구 심판으로 등록되었다.

## 심판 경력

### FIFA 여자 월드컵
2015년 FIFA 여자 월드컵
- 2015년 6월 8일:  스웨덴 -  나이지리아 (D조)
- 2015년 6월 15일:  네덜란드 -  캐나다 (A조)
- 2015년 7월 4일:  독일 -  잉글랜드 (3위 결정전)

2019년 FIFA 여자 월드컵
- 2019년 6월 10일:  캐나다 -  카메룬 (E조)
- 2019년 6월 19일:  스코틀랜드 -  아르헨티나 (D조)

### FIFA U-20 여자 월드컵
2018년 FIFA U-20 여자 월드컵
- 2018년 8월 8일:  네덜란드 -  가나 (A조)
- 2018년 8월 17일:  잉글랜드 -  네덜란드 (8강전)

### FIFA U-17 여자 월드컵
2012년 FIFA U-17 여자 월드컵
- 2012년 9월 26일:  우루과이 -  가나 (D조)
- 2012년 9월 30일:  뉴질랜드 -  브라질 (C조)
- 2012년 10월 4일:  나이지리아 -  프랑스 (8강전)

### 올림픽
2016년 하계 올림픽
- 2016년 8월 3일:  프랑스 -  콜롬비아 (G조)
- 2016년 8월 9일:  독일 -  캐나다 (F조)
- 2016년 8월 16일:  캐나다 -  독일 (준결승전)

### AFC 여자 아시안컵
2018년 AFC 여자 아시안컵
- 2018년 4월 6일:  요르단 -  필리핀 (A조)
- 2018년 4월 13일:  일본 -  오스트레일리아 (B조)
- 2018년 4월 17일:  중화인민공화국 -  일본 (준결승전)
- 2018년 4월 20일:  일본 -  오스트레일리아 (결승전)